# Emerson (Arkansas)
Emerson è un comune degli Stati Uniti d'America, situato in Arkansas, nella contea di Columbia.